# Big Shark
Pour plus de détails, voir Fiche technique et Distribution.
Big Shark est un film d'horreur dramatique réalisé et produit par Tommy Wiseau et sorti en 2023,,. Greg Sestero, Isaiah LaBorde, et Tommy Wiseau ont écrit et joué dans ce film,.

## Synopsis
Trois pompiers, Georgie (Greg Sestero), Tim (Isaiah LaBorde), et Patrick (Tommy Wiseau), doivent sauver la Nouvelle-Orléans d'un requin tueur,,.

## Fiche technique
- Titre original : Big Shark
- Réalisation : Tommy Wiseau
- Scénario : Greg Sestero, Isaiah LaBorde, et Tommy Wiseau
- Photographie : Matt S. Bell
- Production : Tommy Wiseau
- Société de production : Wiseau-Films
- Pays de production : États-Unis
- Langue originale : anglais
- Format : couleur
- Genre : drame, horreur
- Dates de sortie[9] :
  - États-Unis : 2 avril 2023 (sortie limitée)
  - États-Unis : 11 août 2023

## Distribution
- Greg Sestero : Georgie[10]
- Isaiah LaBorde : Tim[11]
- Tommy Wiseau : Patrick[12]
- Hannah Mouton[13]
- Raul Phoenix[14]

## Production

### Tournage
Le tournage débuta le 7 février 2019 à Lafayette, Louisiane,,, avec Matt S. Bell à la direction de la photographie. Le tournage se conclut à Lafayette deux semaines plus tard, le 21 février 2019. Le 16 novembre 2021, Wiseau annonça que le tournage se poursuivait à la Nouvelle-Orléans. Le 28 juillet 2022, Tommy Wiseau dit que le tournage était « en progression et en train de se terminer ». Le film fut ensuite fixé pour être tourné à Londres.

## Sortie
La première mondiale de Big Shark était prévue pour septembre 2019 au Prince Charles Cinema,,,, mais fut reportée,. Le 21 juillet 2020, Wiseau affirma que le film sortira « bientôt »,, avant de planifier sa sortie pour 2021. Le 8 novembre 2021, la sortie en salles fut prévue pour 2022. Le 25 février 2023, Wiseau a confirmé, lors d'une FAQ qui avait eue lieu avant une projection de The Room, que la sortie du film était prévue pour août 2023 à New York.